# 葉月翼
葉月 翼（はづき つばさ、4月27日 - ）は、日本の漫画家、イラストレーター。

## 主な作品

### 連載
- BLANの食卓（『ガンガンパワード』、スクウェア・エニックス）
- 忘却の覇王 ロラン（『ガンガンONLINE』、スクウェア・エニックス）
- ソードアート・オンライン フェアリィ・ダンス（『電撃文庫MAGAZINE』、アスキー・メディアワークス）
- ソードアート・オンライン マザーズ・ロザリオ（同上）
- 野生のラスボスが現れた!（『コミック アース・スター』、アース・スター エンターテイメント）

### 読切
- 駆除師（『ガンガンパワード』2004年夏季号、スクウェア・エニックス）
- 精霊綺想曲（『ガンガンパワード』2004年秋季号）
- むつがみ（『ガンガンパワード』2005年春季号）
- 病棟少女館（『ガンガンONLINE』2009年4月9日）
- 黄昏荘顛末記（『月刊ガンガンJOKER』公式サイト、スクウェア・エニックス）

### アンソロジー
- シュヴェスター×（『妹アンソロジー』、スクウェア・エニックス）
- 罰ゲームは特効薬。（『ひぐらしのなく頃に 語咄し編 コミックアンソロジーEX.第一集』、スクウェア・エニックス）
- りかさとうぉーず（『ひぐらしのなく頃に 語咄し編 コミックアンソロジーEX.第四集』、スクウェア・エニックス）
- お漏らしで泣く頃に 閑話休憩編（『ひぐらしのなく頃に 語咄し編 コミックアンソロジーEX.第五集』、スクウェア・エニックス）
- おかえりとさよならと（『ひぐらしのなく頃に 語咄し編 コミックアンソロジーEX.第六集』、スクウェア・エニックス）

### イラスト
- 皆殺し編：限定補完 〜叩き売りオークション会場にて〜（『ひぐらしのなく頃に 語咄し編2』、スクウェア・エニックス）
- おかえりとさよならと（『ひぐらしのなく頃に 語咄し編3』、スクウェア・エニックス）
- 椿ノ華ガ堕チル時（『ガンガンONLINE』）
- ぎよタン 〜恋せよギロチン乙女〜（『ガンガンONLINE』）